# キットカット

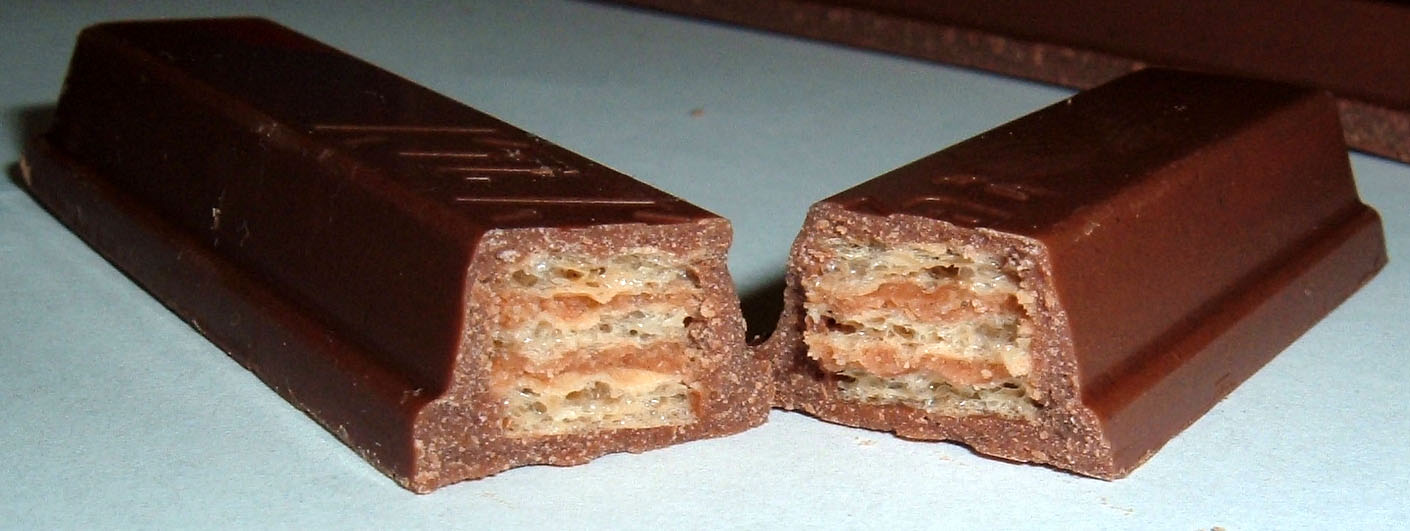
キットカット（アメリカ合衆国版）の断面

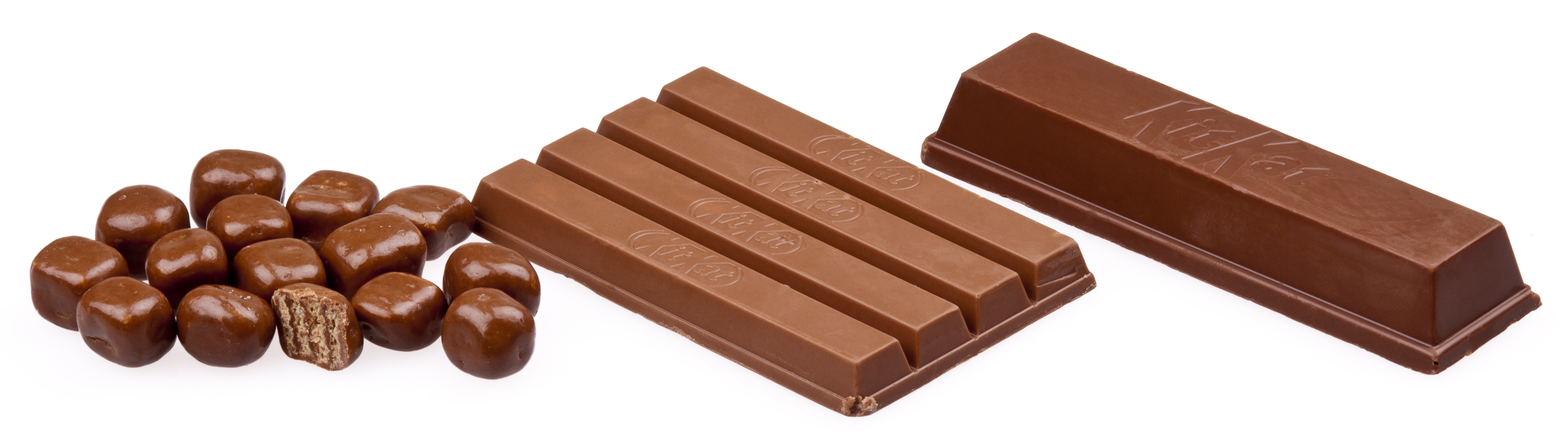
英米のキットカットの様々な種類。「Pop Choc」(イギリス)、普通のキットカット（アメリカ）、「Big Kat」（アメリカ）。

キットカット (KitKat) は、ネスレ (Nestlé) が製造するチョコレート菓子。
細長い長方形状のウエハースを重ねてチョコレートでコーティングし、棒状にした菓子で、これを4本または2本束ねたものがパッケージされる。
キットカットは販売地域の嗜好性に応じ、パッケージデザインは同じでも国や地域ごとに風味が異なる。アメリカ合衆国はザ・ハーシー・カンパニー、日本はネスレ日本がそれぞれ製造している。"Have a break, Have a KitKat." のキャッチコピーが有名。
英語での発音は「キッカ」などのように聞こえるが、本項では引用以外は日本で正規に製造販売するネスレ日本が定める『キットカット』とする。

## 歴史

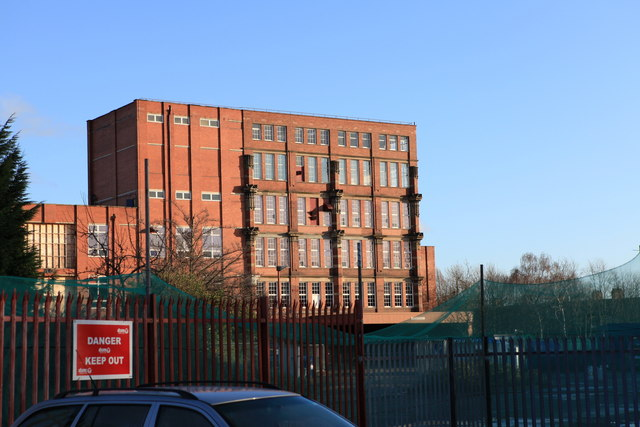
キットカットが生まれたロントリー社のヨーク工場。現在はネスレの工場

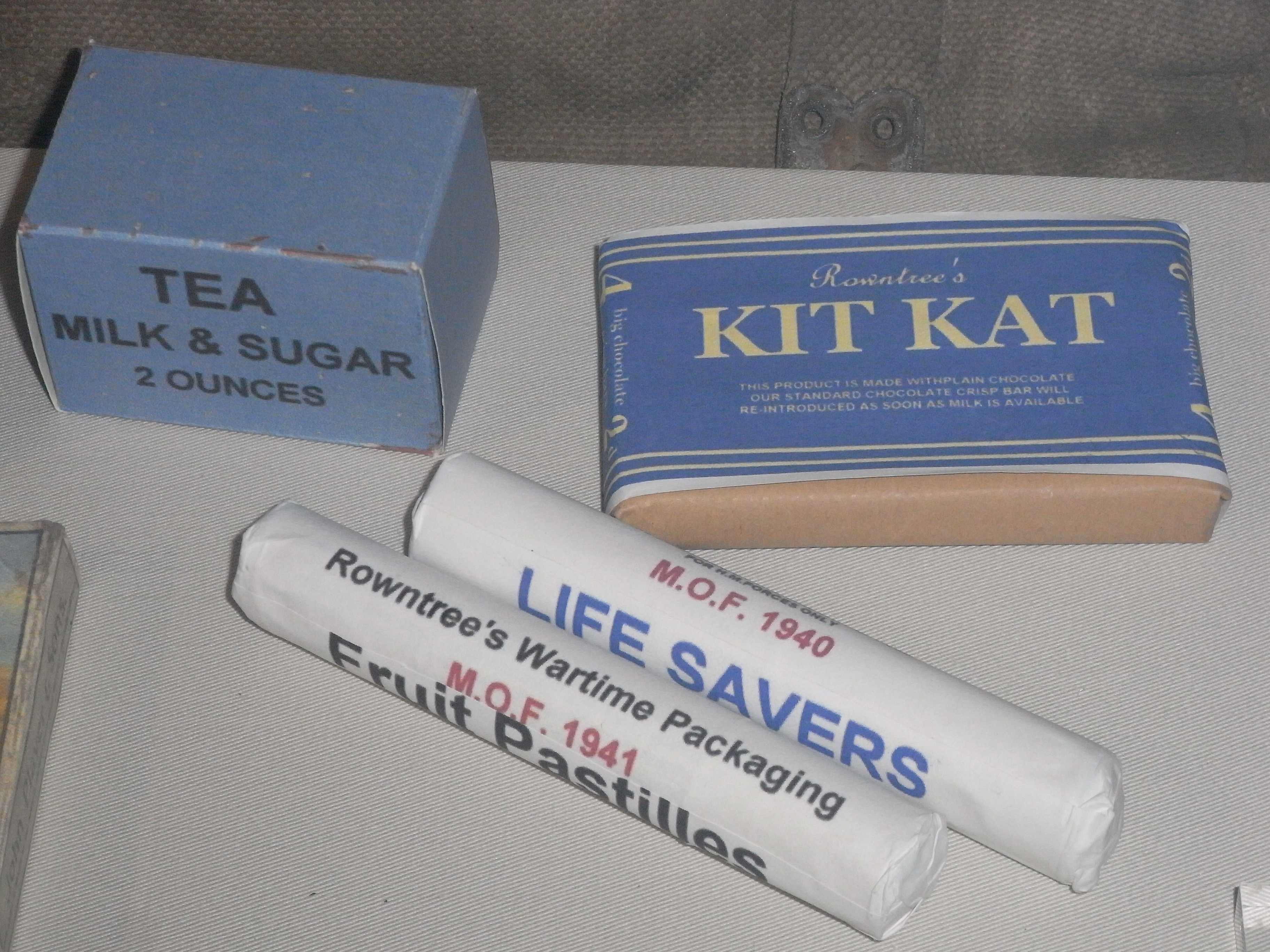
香港海防博物館に展示されている、戦時中から戦後（1942～1949年ごろ）にかけての青いキットカットのパッケージ

キットカット ("Kit Kat") と称される食品が登場したのは18世紀のイギリスで、当時はミートパイのことを指した。18世紀初頭にロンドンで、クリストファー・カット (Christopher Catt) が経営していたタバーン（食堂）は、経営者の名前から「キット・カット」と呼ばれた羊肉のパイを出していた。クリストファーの当時の愛称はキットであった。政治的・文学的な集まり「キット・カット・クラブ」(Kit-Cat Club) の名の由来も、第一回の会合がこの食堂で開催されキット・カット・パイを食しながら話を進めたことにある。
チョコレート菓子のキットカットは、ヨークにあった菓子会社ロントリー (Rowntree's) が開発した。ロントリーは1911年に「キット・カット」（"Kit Cat" および "Kit Kat"）の商標を登録したが、即座にこの名前を商品に使用したわけではない。1920年代に「キット・カット」(Kit Cat) の名称を箱詰めチョコレートに使用したが、1930年代初頭に「ブラックマジック」(Black Magic) や「デイリーボックス」(Dairy Box) という商品に生産を集中してキットカットは生産されなくなった。
現在のキットカットと同じフォーフィンガーバー（4本のバーを束ねたチョコレートウェハース）の開発を始めたのは、工場の提案箱に「男性がランチパックに入れて職場に持って行けるようなチョコレートバーの開発を」という従業員から寄せられた提案がきっかけだった。1935年8月29日に「ロントリーズ・チョコレート・クリスプ」(Rowntree's Chocolate Crisp) の名でロンドンとイングランド南部一帯で発売した。
「チョコレート・クリスプ」は大ヒットしたが、1937年に覚えやすいように「キットカット・チョコレート・クリスプ」(Kit Kat Chocolate Crisp) と改名され、宣伝戦略として「キットカット」の名と「ブレイク」（Break、「休憩しよう」と「バーを割って食べよう」の掛詞）というコンセプトで大々的に広報した。しかし1942年、第二次世界大戦の激化で食料の配給が滞り、牛乳が十分に入手できなくなったロントリーは、従来の赤いパッケージとレシピを変更し、青いパッケージで「ダーク」味に変更された「キットカット」（チョコレート・クリスプという部分はこの時点から消えた）を発売、「従来のチョコレート・クリスプは戦争が終わるまで作れません」と広告した。1949年に牛乳の供給が回復したため、戦前の「ミルク」味と赤いパッケージが復活したが、同時期のブランド戦略の開始により名称は覚えやすい「キットカット」のままとなった。
1940年代に、イギリスでの成功を受けてカナダ、南アフリカ、アイルランド、オーストラリア、ニュージーランドと輸出先を広げた。1958年から広告代理店 JWT Orland の取締役 Donald Gilles が「Have a Break, Have a Kit Kat」のキャッチコピーを作り、テレビコマーシャルなどで使用されて今日まで至る。1969年にロントリーは、同業の製菓会社ジョン・マッキントッシュと合併してロントリー・マッキントッシュになった。1970年代にロントリー・マッキントッシュは、西ドイツに工場を設けてヨーロッパへ供給を開始し、アメリカ合衆国で1970年にハーシーズと、日本で1973年から不二家とブランド使用と生産に関する合意を交わしてそれぞれ発売した。1988年6月にロントリー・マッキントッシュはネスレ社に買収され、キットカットの国際展開もアメリカ合衆国を除いてネスレが一手に引き受けることになり、ネスレはアジアの需要の高まりに対して日本、マレーシア、インド、中国に新工場を建設した。アメリカでは従来通りハーシーズが生産を続け、同社の全米売り上げのトップ5に入るブランドとなっている。

## 日本のキットカット
日本では1973年にイギリスのロントリー・マッキントッシュ社と提携した不二家から発売され、CMなどでも「マッキントッシュのキットカット」とうたわれていた。また、不二家がスポンサーを務めていた『不二家歌謡ベストテン』では、同社の別製品ルックチョコレートとともに空箱の裏面にリクエスト曲を書いて番組宛に郵送すると、抽選で歌手のサイン入り色紙などが景品として貰えた。
その後、ロントリー・マッキントッシュ社がネスレに吸収された関係で、1989年にネスレと不二家の合弁企業「ネスレマッキントッシュ」（当時不二家マッキントッシュ→ネッスルマッキントッシュ）を設立して、移管した。ネスレマッキントッシュはネスレコンフェクショナリーに社名を変更した後、2010年にネスレ日本に吸収された。
2005年には、関連商品としてキットカットをチョコレートでコーティングしていない「クリスピー物語」も発売されている。また、同じ年には、食玩CD「キットカット CDパック」のために、レコードレーベル・ breaktown LABELを立ち上げた。
2008年の「キットカット キットメール」をはじめ、同社はメッセージを添えて渡すツールとしての提案をしており、2009年10月には「キットカット 旅さきメール シリーズ」として、「ご当地キットカット」と呼ばれる地域限定品にも範囲を拡大した。
2010年8月30日に、発売以来の大幅なリニューアルを実施。37年ぶりにウエハースの食感を改良し、サクサク感を向上させた。
2011年3月に、ポケットタイプの中身をオリジナルサイズ2個から、ミニサイズ3個に変更した。
2014年1月に、パティシエ・高木康政による高級志向のキットカット専門店、「キットカット　ショコラトリー」の1号店が池袋にオープン。キットカット専門店としては世界初となり、その後も全国展開を続けている。また、「ショコラトリーの味を手軽に楽しみたい」という要望に応える形で、2016年9月12日には「キットカットミニ 毎日の贅沢」が発売された。
2018年1月、天然ピンク色のチョコレート「ルビーチョコレート」を世界で初めて商品化した「サブリム ルビー」を期間限定で発売した。
コロナウイルスが蔓延した2020年以降はインバウンド需要が減った一方、大袋商品で巣ごもり需要を取り込んだ。また2020年7月には初めてのおつまみとなる「キットカット スナックス」を発売した。

### TV放送
- 関西ローカルの情報番組でキットカットの工場見学が過去2回紹介された（いずれも茨城県稲敷市にあるネスレ日本の霞ヶ浦工場）。
  - 毎日放送『せやねん!』 - 「かつみ♥さゆりのメチャ売れ!」（2008年10月18日放送）
  - 関西テレビ『よ〜いドン!』 - 「矢野・兵動の人気モン見学」（2009年10月15日放送）
- 2012年10月27日にテレビ朝日系列で放送された『お願い!ランキングGOLD』の「第1回 お菓子総選挙」のチョコレート部門で『キットカット オトナの甘さ』が第11位にランクインし、『キットカットミニ15枚』が他社のチョコレート製品を抑え、第1位となった。2013年4月20日も同番組で「第2回 お菓子総選挙」が開催されチョコレート部門で第1位となった。

### CM
1970年代半ば、ラジオCMにブレイク前のダウン・タウン・ブギウギ・バンドを起用し、社名のマッキントッシュ、製品名のキットカット、ゴールデン・トフィーを連呼するオリジナルCMソングが話題となった。このほか小林克也がラジオCMを務めたことがある。2009年の「キットメール」のCMは、カンヌ国際広告祭のメディア部門でグランプリを受賞した。
2003年には、キットカット日本発売30周年記念として、当時受験生応援キャラクターを務めていた鈴木杏が出演するネットムービー『花とアリス』が公開されたほか、DVDが発売された。2007年にも、受験生応援キャラクター（当時）である 北乃きいが出演するネットムービー「ハルノ呼吸」が公開された。
コロナウイルスが蔓延してた2020年3月27日からは香取慎吾が「いっしょにがんばりましょう」と描かれたアートを制作するCMが放送され、「日経エンタテインメント」では世相を意識したCMの一つとして取り上げられた。
| 放送時期               | 出演者                   | 備考                                                               |
| ---------------------- | ------------------------ | ------------------------------------------------------------------ |
| 1977年                 | ベイ・シティ・ローラーズ |                                                                    |
| 1978年                 | 沢田研二                 |                                                                    |
| 1985年 - 1988年        | 宮沢りえ、後藤久美子     |                                                                    |
| 1992年 - 1996年        | 一色紗英                 |                                                                    |
| 1996年                 | 菅野美穂                 |                                                                    |
| 1998年                 | 中山エミリ               |                                                                    |
| 2001年                 | 水橋貴己                 |                                                                    |
| 2002年 - 2006年        | 鈴木杏                   | 受験生応援キャラクター                                             |
| 2007年 - 2010年8月     | 北乃きい                 | 受験生応援キャラクター                                             |
| 2010年9月 - 2012年9月  | 黒木メイサ               | 受験生応援キャラクター                                             |
| 2011年                 | 南沢奈央                 | 受験生応援キャラクター                                             |
| 2011年                 | 刈谷友衣子               | 受験生応援キャラクター                                             |
| 2012年10月 - 2013年7月 | 比嘉愛未                 |                                                                    |
| 2013年8月 - 12月       | 絢香                     | 『キットカット×絢香 40周年ありがとうキャンペーン』の一環として出演 |
| 2014年 - 2016年        | 桜井美南                 | 受験生応援キャラクター                                             |
| 2015年1月              | May J.                   |                                                                    |
| 2017年                 | 松風理咲                 | 受験生応援キャラクター                                             |
| 2019年10月             | 高見のっぽ、ゴン太くん   |                                                                    |
| 2021年                 | JO1                      |                                                                    |
| 2023年3月              | 藤本美貴                 | 全粒粉ビスケットinシリーズのみ                                     |

### 製品
日本国外から輸入していたころのキットカットは日本人にとって甘すぎたため、日本人の味覚に合わせた設計が模索された。彼らが好むであろうフレーバーとしてストロベリー（イチゴ）が選ばれ、市場規模がちょうどよい大きさの北海道に限定した商品として発売され、好評を受けて販売対象を日本全国に拡大した。また、コンビニエンスストアでは2か月に1度のペースで商品が入れ替わるため、それに合わせて期間限定品を展開していった。また、日本国外ではバーの数が4本だったのに対し、小さなサイズが好きな日本人に合わせるため、バーの数を半分の2本にした。さらに、地域限定品の「ご当地キットカット」も企画され、その第1弾として「夕張メロン」が展開された。こうして、日本のキットカットは多種多様なフレーバーで知られるようになった。レギュラー品のほか、スーパーやコンビニでは袋詰めのファミリーパックが多く出回っている。
また、2011年にはこれまで発売されてきたフレーバーで競う「キットカット 復活総選挙」が行われ、1位にランクインした「キットカット オレンジ」が復刻版として発売された。
ネスレ日本、ダイドードリンコの飲料自動販売機の一部でもキットカットが販売されている。 2010年11月に東海キヨスク運営の駅売店限定で発売された「キットカット 新幹線のぞみ号」はパッケージがN700系を模している。
イギリスでも「CHUNKY」というミニサイズ、ホワイトチョコ、ピーナツバターなどがある。1996年に世界最初となるミルクチョコレート味以外のキットカット「オレンジ味」が誕生し、味や形状の多様化が先行したのはイギリスである。

#### 現行製品
2025年1月現在

##### レギュラー品
- キットカット（1枚入り・2枚入り）
- キットカット ミニ（1枚入り・12枚入り）
- キットカット オトナの甘さ（1枚入り・2枚入り）
- キットカット オトナの甘さ 濃い抹茶 （11枚入り）
- キットカット ミニ オトナの甘さ（1枚入り・13枚入り）
- キットカット プチ（8個入り）
- キットカット プチバッグ
- キットカット Bigリトル
- キットカット バー
- キットカット 2フィンガー

##### 期間限定品
| 商品名                        | 初出年 | 備考                                               |
| ----------------------------- | ------ | -------------------------------------------------- |
| キットカット キットメール     |        |                                                    |
| キットカット ホリデイサンタ   | 2022年 | クリスマス限定品で、サンタクロースの形をしている。 |
| キットカット ハートフルベアー | 2022年 | バレンタイン限定品で、クマの形をしている。         |

##### ご当地お土産
| 商品名                                              | 販売地域             | 備考                                                                        |
| --------------------------------------------------- | -------------------- | --------------------------------------------------------------------------- |
| キットカット旅さきメール 夕張メロン                 | 北海道               |                                                                             |
| キットカット旅さきメール 焼きもろこし風味           | 北海道               |                                                                             |
| キットカット 山形さくらんぼ                         | 東北地方             |                                                                             |
| キットカット旅さきメール 山形さくらんぼ             | 東北地方             |                                                                             |
| キットカット ずんだ風味                             | 東北地方             | 2011年5月23日に発売された。東日本大震災の義援金が商品価格に含まれている。   |
| キットカット旅さきメール ずんだ風味                 | 東北地方             |                                                                             |
| キットカット とちおとめ                             | 栃木県               |                                                                             |
| キットカット さつまいも味                           | 川越市（埼玉県）     |                                                                             |
| キットカット しょうゆ風味                           | 東京都               | 2008年3月20日に「ご当地土産用キットカット」シリーズの一環として発売された。 |
| キットカット旅さきメール しょうゆ風味               | 東京都               |                                                                             |
| キットカット 濃きなこ                               | 東京都               |                                                                             |
| キットカット旅さきメール 濃きなこ                   | 東京都               |                                                                             |
| キットカット ストロベリーチーズケーキ味             | 横浜市（神奈川県）   |                                                                             |
| キットカット旅さきメール ストロベリーチーズケーキ味 | 横浜市（神奈川県）   |                                                                             |
| キットカット 田丸屋本店わさび                       | 静岡県および関東地方 |                                                                             |
| キットカット ブルーベリーチーズケーキ味             | 甲信地方             |                                                                             |
| キットカット 信州りんご                             | 信州地方             |                                                                             |
| キットカット旅さきメール 信州りんご                 | 信州地方             |                                                                             |
| キットカット 八幡屋礒五郎一味                       | 信州地方             |                                                                             |
| キットカット旅さきメール 八幡屋礒五郎一味           | 信州地方             |                                                                             |
| キットカット みそ風味                               | 東海・北陸地方       |                                                                             |
| キットカット旅さきメール みそ風味                   | 東海・北陸地方       |                                                                             |
| キットカット 伊藤久右衛門宇治抹茶                   | 京都府               |                                                                             |
| キットカット旅さきメール 伊藤久右衛門宇治抹茶       | 京都府               |                                                                             |
| キットカット 神戸プリン風味                         | 神戸市               |                                                                             |
| キットカット 柑橘黄金ブレンド                       | 中国・四国地方       |                                                                             |
| キットカット旅さきメール 柑橘黄金ブレンド           | 中国・四国地方       |                                                                             |
| キットカット 柚子こしょう                           | 九州地方             |                                                                             |
| キットカット旅さきメール 柚子こしょう               | 九州地方             |                                                                             |
| キットカット 紅いも                                 | 九州地方(沖縄県含む) |                                                                             |
| キットカット旅さきメール 紅いも                     | 九州地方(沖縄県含む) |                                                                             |
| キットカット あずきサンド味                         | 東海・北陸地方       |                                                                             |

#### 過去製品

##### レギュラー味
| 商品名                            | 販売時期                | 備考 |
| --------------------------------- | ----------------------- | --- |
| キットカット スティック           | 1998年 - 2000年、2003年 | |
| キットカット プチ                 | 1998年 - 2000年、2003年 | |
| キットカット ビックカット         | 2001年、2003年          | |
| キットカット ビックカット増量     | 2002年                  | |
| キットカット ゴールドパック       | 2008年7月14日発売       | 部活動やスポーツ大会が行われる夏季に合わせて発売された製品で、パッケージには勝利をイメージした金色があしらわれている。 |
| キットカット クッキープラス       | 2008年、2009年          | |
| キットカット クッキープラス全粒粉 | 2009年                  | |
| キットカット バー まるかじり      | 2009年                  | |
| キットカット ビッグリトル         | 2010年10月11日          | |
| キットカット リトル               |                         | |
| キットカット ホワイト             | 備考欄参照              | 2003年1月20日から3月までの期間限定品として発売された                                                                   |
| キットカット ミニ ホワイト        |                         | |

##### レギュラー味 期間限定パッケージ
| 商品名                            | 販売時期        | 備考 |
| --------------------------------- | --------------- | --- |
| キットカット ミニ缶               | 2004年          | |
| キットカット スーパーカップ       | 2004年          | |
| キットカット 冷やせるパック       | 2004年          | ミニ10枚入り、牛乳パックパッケージ |
| キットカツー (KitKat2) 紅白パック | 2004年          | オリジナルとホワイトのセット。携帯ミラーシール入り |
| キットカット タンブラーパック     | 2005年          | |
| キットカット ジャー               | 2007年10月      | - 自販機専売品で、ガラス瓶に入っている。 - 12月には受験シーズン向けの商品としてオリジナル3袋と「キットカット〈雪見桜〉」1袋を瓶に詰めた「キットカット ジャー きっとサクラサクよ」が発売された。 |
| キットカットミニ 紅白パック       | 2008年          | オリジナルとホワイトのセット |
| キットカット 五角マグカップ       | 2010年12月20日  | 受験生応援商品で、売り上げの一部をアジア・アフリカの教育支援を行うNGOへ寄付する。 |
| キットカット キットメール         | 2009年 - 2011年 | 郵便局限定発売） |
| キットカット おとし玉             | 2010年 - 2011年 | |
| キットカット 切符カット           | 2014年          | パッケージを三陸鉄道にて190円分のキップとして利用可能。 |

##### ポケットサイズ
| 商品名                                                                    | 販売時期        | 備考 |
| ------------------------------------------------------------------------- | --------------- | --- |
| キットカット ストロベリー                                                 | 1998年 - 2000年 | |
| キットカット オレンジ                                                     | 2001年10月      | |
| キットカット バナナ                                                       | 2002年          | |
| キットカット いちごみるく                                                 | 2003年          | |
| キットカット ダブルベリー                                                 | 2003年          | |
| キットカット 宇治抹茶                                                     | 2004年、2009年  | |
| キットカット レモンチーズケーキ仕立て                                     | 2004年          | |
| キットカット カフェラッテ仕立て                                           | 2005年          | |
| キットカット つぶつぶ苺                                                   | 2005年          | |
| キットカット ホワイト メープルシロップ                                    | 2005年          | |
| キットカット タカギオリジナル パッションフルーツ                          | 2005年          | ルパティシエタカギとのコラボ |
| キットカット 夕張メロン                                                   | 2005年          | |
| キットカット ホワイト（スノーパッケージ）                                 | 2005年          | |
| キットカット 宇治金時ミルク仕立て                                         | 2005年          | |
| キットカット ホワイト 北海道ミルク使用                                    | 2005年          | |
| キットカット フルーツパフェ仕立て                                         | 2006年          | |
| キットカット 冬のあじわい苺                                               | 2006年          | |
| キットカット さくら風味                                                   | 2006年          | |
| キットカット ホワイト 那須高原ミルク                                      | 2006年          | |
| キットカット 小豆                                                         | 2006年          | |
| キットカット 杏仁デザート風味                                             | 2006年          | |
| キットカット きっと願いかなう、星に願いを                                 | 2006年          | ユニバーサル・スタジオ・ジャパン5周年記念限定商品で、チョコとホワイトチョコが縞馬の様にミックスされている。 |
| キットカット タカギホワイト フランスブルターニュミルク                    | 2006年          | ルパティシエタカギとのコラボ |
| キットカット キウイ                                                       | 2007年          | |
| キットカット 北海道小豆                                                   | 2007年          | |
| キットカット きっと、サクラサクよ。（桜とさくらんぼ）                     | 2007年          | |
| キットカット ホワイト 北海道ミルク                                        | 2007年          | |
| キットカット 抹茶みるく                                                   | 2007年          | |
| キットカット キャラメル味                                                 | 2007年          | |
| キットカット クッキー&ミルク                                              | 2007年          | |
| キットカット とちおとめ                                                   | 2007年          | |
| キットカット 和栗                                                         | 2007年          | |
| キットカット ビター                                                       | 2007年          | |
| キットカット 夕張メロン                                                   | 2007年          | 夕張市応援のための寄付金付き商品。2010年に「キットカット旅さきメール」の一環として復刻された。 |
| キットカット キャラメルマキアート味                                       | 2008年          | マクドナルドとのコラボ |
| キットカット バニラビーンズ                                               | 2008年          | |
| キットカット ホワイト                                                     | 2008年          | |
| キットカット しょうゆ風味                                                 | 2008年          | 東京限定 |
| キットカット おしるこ味                                                   | 2008年          | |
| キットカット 大納言あずき                                                 | 2008年          | |
| キットカット あじわい苺                                                   | 2008年          | |
| キットカット マスカット・オブ・アレキサンドリア                           | 2008年          | |
| キットカット 伊藤久右衛門 宇治抹茶                                        | 2008年          | 伊藤久右衛門とのコラボ |
| キットカット 塩 ホワイトチョコ                                            | 2008年          | |
| キットカット 大学いも味                                                   | 2008年          | 受験生応援アイテム |
| キットカット 星に願いを トリプルベリー                                    | 2008年          | |
| キットカット 林檎                                                         | 2008年          | |
| キットカット キット、想いとどく。（ほのかに香るレモンと甘酸っぱい恋の味） | 2009年          | |
| キットカット スポーツドリンク味                                           | 2009年          | JFA DREAM ASIA PROJECTとのコラボレーションで、レモンのような風味を特徴としている。 |
| キットカット 茉莉花茶（ジャスミンティー）                                 | 2009年          | |
| キットカット セミスイート                                                 | 2009年          | |
| キットカット スパークリングストロベリー                                   | 2009年          | |
| キットカット ミルクコーヒー味                                             | 2009年          | |
| キットカット 充実野菜                                                     | 2009年          | 伊藤園の野菜飲料「充実野菜」のパウダーを練りこんだクリームをウエハースで挟んでいる。 |
| キットカット ロイヤルミルクティー味                                       | 2009年          | |
| キットカット ジンジャーエール味                                           | 2009年          | |
| キットカット きなこおはぎ味                                               | 2009年          | |
| キットカット 塩&キャラメル味                                              | 2009年          | - 横浜港（神奈川県横浜市）開港150周年記念イベント「横浜開国博 Y+150」の開催を記念したコラボ商品で、神奈川県内のセブンイレブンにて期間限定で販売された。 - パッケージには、みなとみらい地区（横浜ランドマークタワー、クイーンズスクェアー等）が描かれている。 |
| キットカット 桜抹茶                                                       | 2010年          | |
| キットカット フランボワーズ                                               | 2010年          | |
| キットカット ラズベリー&パッションフルーツ                                | 2010年          | |
| キットカット コーラ味とレモンスカッシュ味                                 | 2010年          | |
| キットカット ビターアーモンド                                             | 2010年          | エステティックTBCとのコラボ |
| キットカット ずんだ風味                                                   | 2011年          | |
| キットカット 濃厚ホワイト                                                 | 2012年          | モスバーガー限定発売 |
| キットカット 梅ソーダ仕立て                                               |                 | |
| キットカット スルーザブレイク                                             | 2009年          | キットカットのレーベルbreaktown LABELからデビューしたユニット・スルーザブレイクの楽曲のダウンロード権が同梱された製品。チョコレートそのものはサクランボ風味である。                                                                                          |
| キットカット 塩バニラ味                                                   |                 | |
| キットカット 黒糖きなこ                                                   |                 | |
| キットカット（リトル） 豆乳チョコ仕立て                                   | 2008年          | |
| キットカットリトル 唐辛子                                                 | 2009年          | |
| キットカットリトル 塩&キャラメル味                                        |                 | |
| キットカットリトル きなこ                                                 | 2009年          | |
| キットカットバー きなこ                                                   | 2009年          | |
| キットカットスティック ティラミス味                                       | 2009年          | |
| キットカットスティック 抹茶ティラミス味                                   | 2009年          | |
| キットカットバー バナナ                                                   | 2010年          | |
| キットカットバー 小豆                                                     | 2010年          | |
| キットカットビックリトル カスタードプリン味                               | 2011年          | |
| キットカットBigリトル 岩泉ヨーグルトを目指して作ったヨーグルト味          | 2011年          | 平成28年台風第10号の被災地支援として開発された製品であり、商品価格には義援金が含まれている。 |

未発売
- キットカット ココア味

##### ミドルサイズ
| 商品名                                             | 販売時期        | 備考 |
| -------------------------------------------------- | --------------- | --- |
| キットカットスティック アーモンド                  | 1998年 - 2000年 | |
| キットカットスティック ハーフビター                | 1998年 - 2000年 | |
| キットカット ゴールド                              | 2003年          | |
| キットカットプチ ストロベリー                      | 2003年          | |
| キットカット ショコラティエ ノワール               | 2005年          | |
| キットカット ショコラティエ ワイン                 | 2005年          | |
| キットカット とろける贅沢                          | 2007年          | |
| キットカット とろける贅沢 宇治抹茶飴               | 2007年          | |
| キットカット とろける贅沢 旬の味わい林檎           | 2007年          | |
| キットカット ショコラティエ 抹茶&きなこ            | 2007年          | 16個入り |
| キットカット ストロベリーチーズケーキ              | 2008年          | |
| キットカット ブルーベリーチーズケーキ              | 2008年          | |
| キットカット とろける贅沢 ジャンドゥーヤ           | 2008年          | |
| キットカット とろける贅沢 香る紅茶                 | 2008年          | |
| キットカット ラッキーリトル                        | 2008年          | ピンクと白のチョコレートでコーティングされたキットカットが同封されており、それぞれの色の比率は袋によって異なる |
| キットカットミニ くちどけカカオ                    | 2009年          | なとりとのコラボレーションとして、同社のチーズ鱈とのアソートセットもある。                                     |
| キットカットプチ ストロベリー ヘーゼルナッツ       | 2011年          | |
| キットカット クッキー&クリーム                     | 2011年          | ミニ6個入り |
| キットカット ミニ 東京カカオ                       | 2023年          | 小笠原諸島でカカオ栽培を行う平塚製菓のPRの一環として発売された。                                               |
| キットカット サンリオキャラクターズ いちごミルク味 | 2024年1月1日    | サンリオキャラクターズとのコラボレーション商品。                                                               |

##### ファミリーパック
| 商品名                                                             | 販売時期                | 備考                                             |
| ------------------------------------------------------------------ | ----------------------- | ------------------------------------------------ |
| キットカットミニ バナナ                                            | 2002年                  |                                                  |
| キットカットミニ ホワイト                                          | 2003年                  |                                                  |
| キットカットミニ 葡萄                                              | 2005年                  |                                                  |
| キットカットミニ ヨーグルト仕立て                                  | 2005年                  |                                                  |
| キットカットミニ キャラメルプリン味                                | 2005年                  |                                                  |
| キットカットミニ マンゴープリン味                                  |                         |                                                  |
| キットカットミニ チョコ&マンゴープリン味                           |                         |                                                  |
| キットカットミニ 北海道ミルク味                                    |                         |                                                  |
| キットカットミニ いちごケーキ味                                    |                         |                                                  |
| キットカットミニ 和栗味                                            | 2007年                  |                                                  |
| キットカットミニ プリン仕立て                                      | 2008年                  |                                                  |
| キットカットミニ きなこ味                                          | 2008年                  |                                                  |
| キットカットミニ 塩すいか                                          | 2008年                  |                                                  |
| キットカットミニ ほうじ茶                                          | 2008年                  |                                                  |
| キットカットミニ ゆず                                              | 2008年                  |                                                  |
| キットカットミニ 黒糖                                              | 2008年                  |                                                  |
| キットカットミニ 塩 ホワイトチョコ                                 | 2008年                  |                                                  |
| キットカットミニ 白桃&黄桃                                         | 2008年                  |                                                  |
| キットカットミニ 苺味                                              | 2008年                  |                                                  |
| キットカットミニ カスタードプリン味                                | 2009年                  |                                                  |
| キットカットミニ いちご味                                          | 2009年                  |                                                  |
| キットカットミニ レモンビネガー                                    | 2009年                  |                                                  |
| キットカットミニ チョコ&焼きいも味                                 | 2009年                  |                                                  |
| キットカットミニ ラムネ味                                          | 2009年                  |                                                  |
| キットカットミニ すっぱいオレンジ味                                | 2009年                  |                                                  |
| キットカットミニ チョコ&ローズ味                                   | 2009年                  |                                                  |
| キットカットミニ チョコと宇治抹茶                                  | 2009年                  |                                                  |
| キットカットミニ ロイヤルミルクティー味                            | 2010年                  |                                                  |
| キットカットミニ メープル味                                        | 2010年                  |                                                  |
| キットカットミニ オトナの甘さ                                      | 2010年                  |                                                  |
| キットカットミニ ミックスジュース味                                | 2010年                  |                                                  |
| キットカットミニ 北海道の牧場カフェオレ味                          | 2010年                  |                                                  |
| キットカットミニ アロエヨーグルト味                                | 2010年                  |                                                  |
| キットカットミニ デザートアソート[ティラミス味&カスタードプリン味] | 2011年                  |                                                  |
| キットカットミニ オトナの甘さ ホワイト                             | 2012年                  |                                                  |
| キットカットミニ オトナの甘さ 抹茶〜こだわりの宇治抹茶〜           | 2012年                  |                                                  |
| キットカットミニ バニラアイス味                                    | 2012年                  | 凍らせておいしいシリーズの一環として発売された。 |
| キットカットミニ オトナの甘さストロベリー                          | 2013年9月9日～2014年2月 | 発売40周年キャンペーン第1弾。                    |
| キットカットミニ 毎日の贅沢                                        | 2016年9月12日           |                                                  |

### ブランド価値

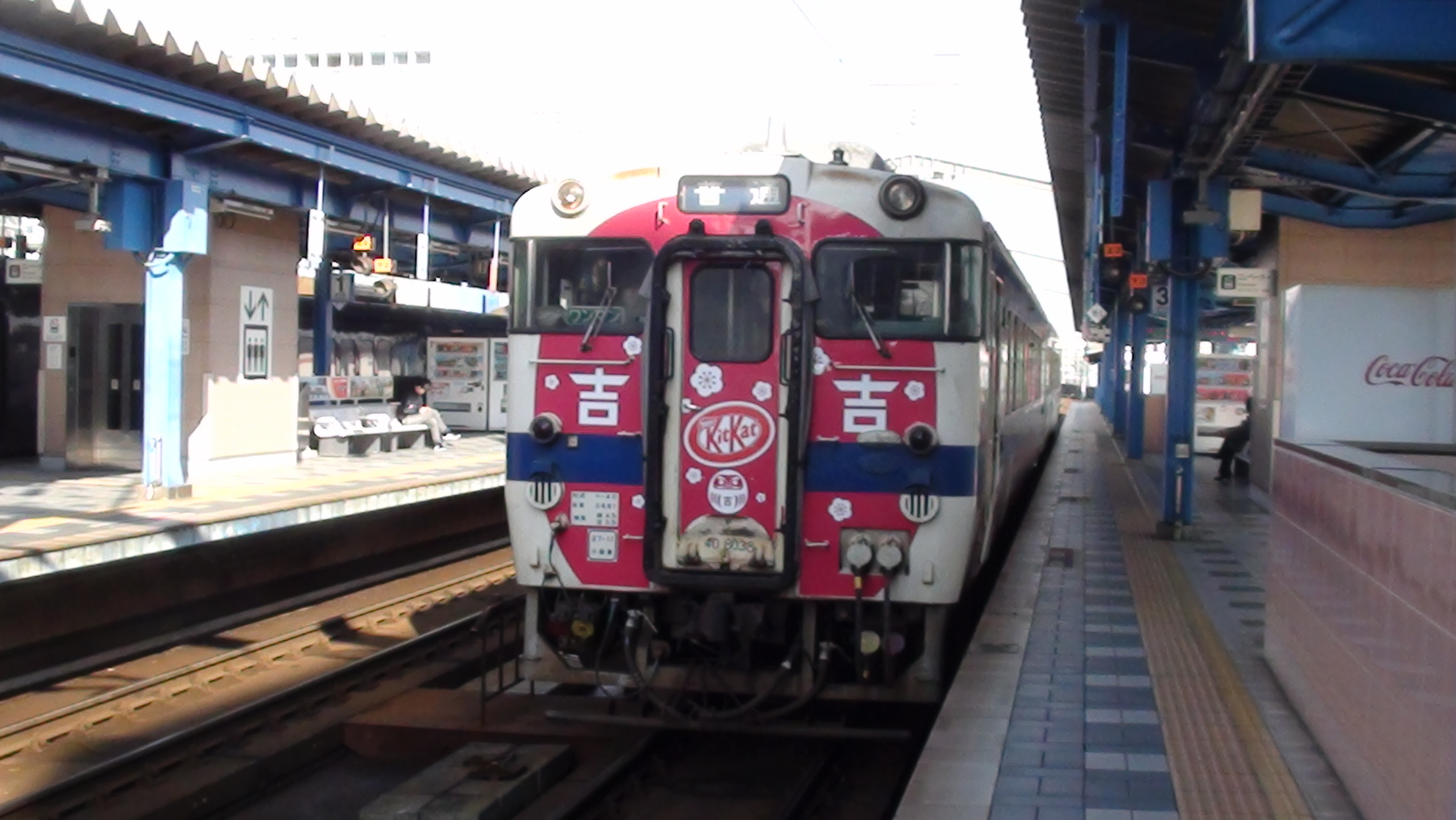
吉都線・キットカットラッピング車両

合格グッズとしてのキットカット
キットカットの名称が「きっと勝つ」と似ていることから、受験生が縁起担ぎに食べる現象があり、受験シーズンの験担ぎアイテムの元祖として有名。九州の方言では「キット」は現代語の「おそらく」ではなく断乎とした気持ち「間違いなく」の要素が強く、「カット」は「かっど」や「かっと」など「勝つ意気込み」の意を示すことから九州の受験生に人気を得た。これを発端に今では全国の受験生に圧倒的な人気となっている。この現象は、キットカット発祥の地イギリスのBBCでも世界的に報道され、それがきっかけとなって朝日新聞の天声人語にまで取り上げられた。世界的マーケティングの権威者であるフィリップ・コトラーも、その著「マーケティング原理」13版で取り上げている。包装紙にメッセージが書けるスペースが用意されている製品もある。
- 2008年度以降より「キット、サクラサクよ。」キャンペーンの一環として受験シーズンに限り、KDDIおよび沖縄セルラー電話の各携帯電話ブランドであるauとのコラボレーションを展開している。また中京圏の名古屋鉄道でもこの時期限定でラッピング列車を走らせることがある。
- 2009年度以降よりauとのコラボレーションに加え、マイナビ進学および全国の郵便局とのコラボレーションを展開している。また、東北楽天ゴールデンイーグルスとのコラボレーション各種応援企画を実施することとなった。
- 2010年度、東京大学の五月祭常任委員会を始めとした東京大学のサークルがプロデュースした「サクラサク受験生応援カフェ」を、「カフェ ネスカフェ原宿店」にて期間限定で展開し、東大生の写真および応援メッセージがプリントされたキットカットが配布されている。

災害およびコミュニティ支援としてのキットカット
上記の「受験生を応援する」というコンセプトは「がんばる人を応援する」に進化し、災害被災地の復興支援という側面を持つようになった。その一環として、限定テイストの「寄付金付き企画シリーズ」が発足し、適宜発売されている。
2011年、東日本大震災が起き、震災の数日後に「キット、復旧かなう。」というメッセージとともに、段ボールに詰め込まれたキットカットが三陸鉄道に届いたことをネスレ日本が知り、継続支援の一環として地元との協働で「キット、ずっとプロジェクト」を発足。寄付金付き企画シリーズ商品の発売のほか、列車や駅舎のラッピング、草野球チーム「三陸鉄道キットDreams」の結成といった活動を展開した。
「キット、ずっとプロジェクト」は、企業の社会的責任（CSR）ではなく共有価値の創造（CSV）の考えに則り、あくまでも「キットカットのブランド価値向上」のマーケティング戦略として行うものとした。そのため寄付金付きキットカットの販売で得た寄付金は、建物の修復や整備には使わず、桜柄のラッピングや田老野球場の桜の植樹に使われている。単なる支援ではなく「キットカットのブランド価値向上」に徹することで、長期的な活動を可能としている。
2020年にはコロナウイルス流行に伴う外出自粛で観光客からの需要が減ったことにより、地域限定品を中心に在庫が余ったため、コミュニティ支援のためにこれらの製品を日本赤十字社や全国のこども食堂へ寄付したほか、10月には観光地を支援するために寄付金付き「ご当地キットカット」を展開した。